# Brasile ai Giochi della XXI Olimpiade
Il Brasile ha partecipato ai Giochi della XXI Olimpiade di Montréal, svoltisi dal 17 luglio al 1º agosto 1976, con una delegazione di 79 atleti di cui 7 donne. Ha conquistato due medaglie di bronzo.

## Medaglie
| Medaglia | Atleta                       | Sport            | Evento          |
| -------- | ---------------------------- | ---------------- | --------------- |
| Bronzo   | João Carlos de Oliveira      | Atletica leggera | Salto triplo    |
| Bronzo   | Reinaldo Conrad Peter Ficker | Vela             | Flying Dutchman |

### Medaglie per disciplina
| Sport            | Oro | Argento | Bronzo | Totale |
| ---------------- | --- | ------- | ------ | ------ |
| Atletica leggera | 0   | 0       | 1      | 1      |
| Vela             | 0   | 0       | 1      | 1      |